# Décès en 1140
Décès
- 1136
- 1137
- 1138
- 1139
- 1140
- 1141
- 1142
- 1143
- 1144

Cette page dresse une liste de personnalités mortes au cours de l'année 1140 :
- 12 janvier : Louis Ier de Thuringe,  landgrave de Thuringe.
- 13 février : Guillaume de Weimar-Orlamünde, ou Guillaume de Ballenstedt, comte de Weimar-Orlamünde ainsi que  comte palatin du Rhin.
- 12 juillet : Henri d'Eu, comte d'Eu dans le duché de Normandie et lord d'Hastings au royaume d'Angleterre.
- 16 septembre[1] : Vulgrin II d'Angoulême, comte d'Angoulême.

- Amaury IV de Montfort, comte d'Évreux.
- Rodolfo degli Armanni della Staffa, cardinal italien.
- Gaucher d'Aureil, chanoine régulier du Limousin.
- Hadrat Abu Yaqub Yusuf Hamdani, premier enseignant soufi d'Asie Centrale.
- Jemal ad-Din Muhammad, atabeg bouride de Damas.
- Léon Ier d'Arménie, ou Levon Ier, prince des Montagnes (Cilicie arménienne) roupénide.
- Luc, cardinal français.
- Richard III de Gaète, ou Richard de Caleno, baron italo-normand, comte de Carinola et dernier duc indépendant de Gaète.
- Sobeslav Ier de Bohême, duc de Bohême.
- Toba Sōjō, peintre japonais.

## Crédit d'auteurs
- Cet article est partiellement ou en totalité issu de l'article intitulé « 1140 » (voir la liste des auteurs).